# Municipio de Mission (Dakota del Norte)
El municipio de Mission (en inglés: Mission Township) es un municipio ubicado en el condado de Benson en el estado estadounidense de Dakota del Norte. En el año 2010 tenía una población de 1087 habitantes y una densidad poblacional de 9,38 personas por km².

## Geografía
El municipio de Mission se encuentra ubicado en las coordenadas 47°59′7″N 98°50′6″O / 47.98528, -98.83500. Según la Oficina del Censo de los Estados Unidos, el municipio tiene una superficie total de 115.94 km², de la cual 103,49 km² corresponden a tierra firme y (10,74 %) 12,45 km² es agua.

## Demografía
Según el censo de 2010, había 1087 personas residiendo en el municipio de Mission. La densidad de población era de 9,38 hab./km². De los 1087 habitantes, el municipio de Mission estaba compuesto por el 12,24 % blancos, el 86,48 % eran amerindios y el 1,29 % eran de una mezcla de razas. Del total de la población el 0,55 % eran hispanos o latinos de cualquier raza.